# John Schulian
John Schulian é um produtor, diretor e roteirista estadunidense, famoso por produzir a série Hercules: The Legendary Journeys e Xena: Warrior Princess..

## Filmografia

### Como roteirista
- Durham Grill (2009)
- he Outer Limits (2001)
- JAG (1999-2001)
- Hercules: The Legendary Journeys (1995-1996)
- Xena: Warrior Princess (1995-2001)
- Reasonable Doubts (1991)
- Midnight Caller (1989-1991)
- Miami Vice (1987-1988)
- Hooperman (1987)
- L.A. Law (1986)

### Como produtor
- JAG (1995)
- Ben Johnson: Third Cowboy on the Right (1996)
- Hercules: The Legendary Journeys (1995)
- Reasonable Doubts (1991)
- Midnight Caller (1989-1990)